# Dorfkirche Landsendorf

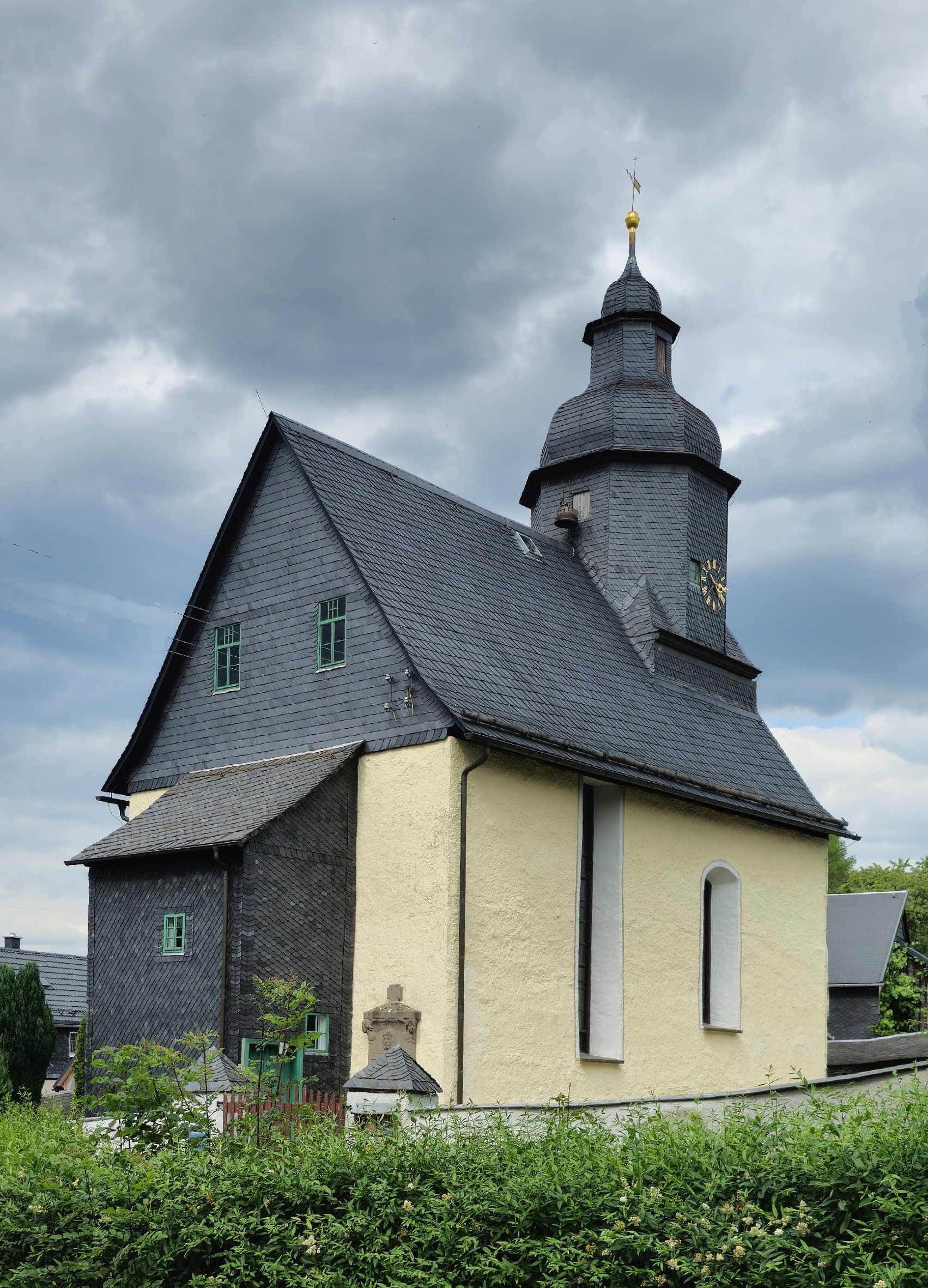
Dorfkirche Landsendorf

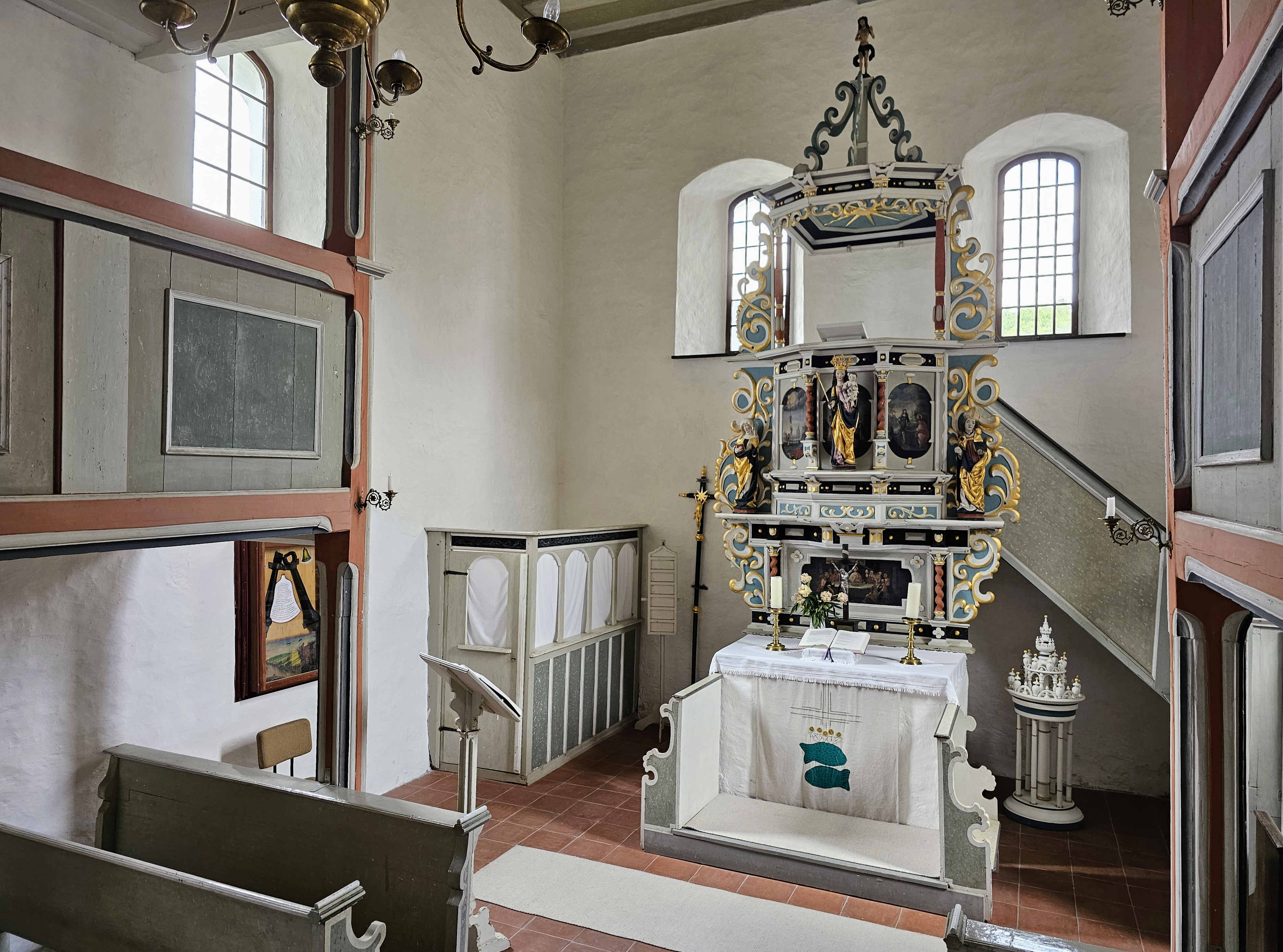
Innenraum (2023)

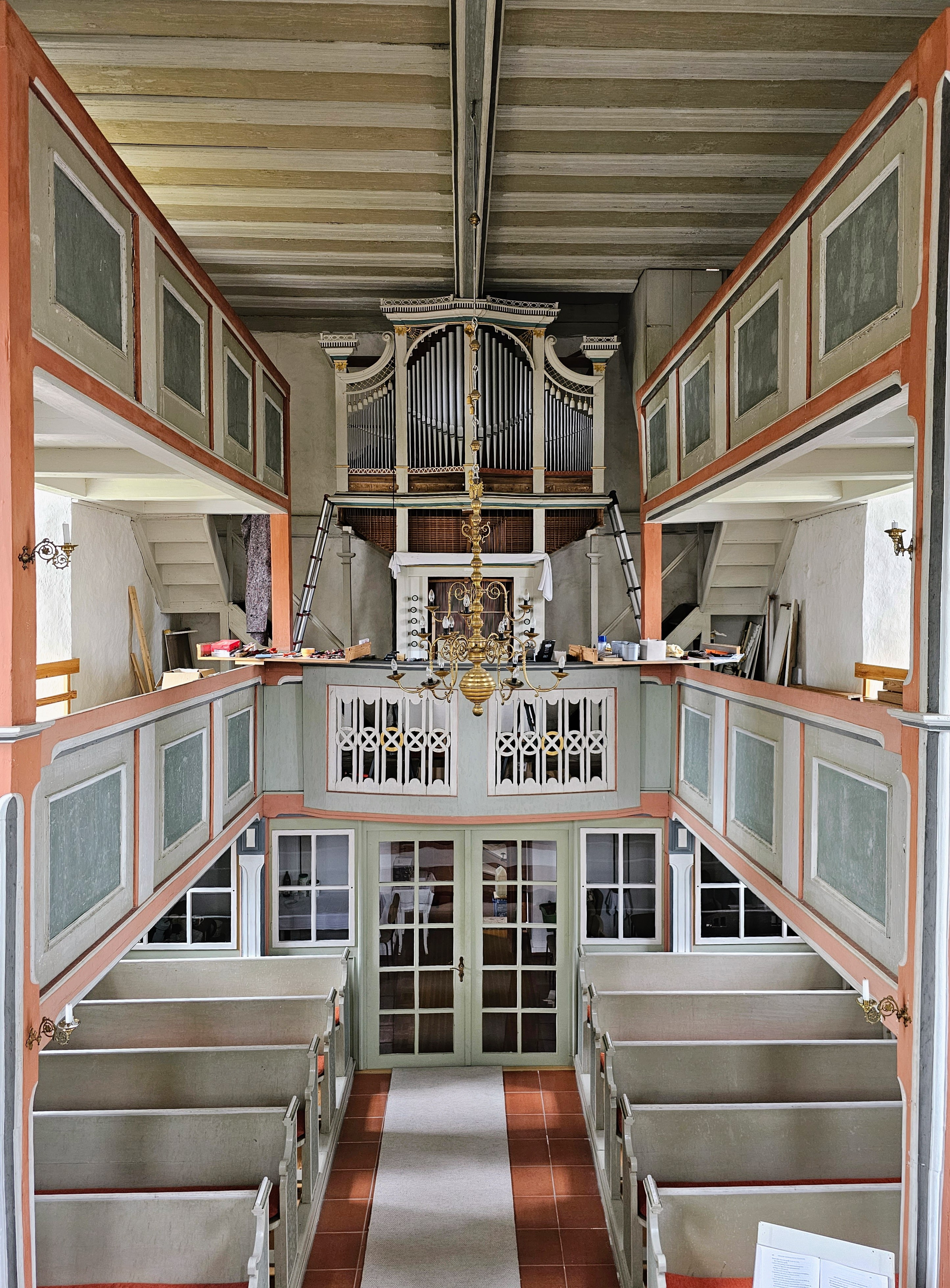
Innenraum, Blick zur Orgel

Die evangelisch-lutherische, denkmalgeschützte Dorfkirche Landsendorf steht in Landsendorf, einem Ortsteil der Stadt Leutenberg im Landkreis Saalfeld-Rudolstadt von Thüringen. Die Kirchengemeinde Landsendorf gehört zur Pfarrei Drognitz im Kirchenkreis Rudolstadt-Saalfeld der Evangelischen Kirche in Mitteldeutschland.

## Beschreibung
Die rechteckige Saalkirche wurde 1674 gebaut. Aus dem schiefergedeckten Satteldach des Kirchenschiffs erhebt sich im Osten ein achtseitiger Dachturm, auf dem eine Haube sitzt. Der Innenraum hat zweigeschossige Emporen und wird von einer Holzbalkendecke überspannt. Die Kirche wurde 1777 renoviert und erhielt einen Kanzelaltar mit Schnitzwerk. Die Orgel mit 9 Registern, verteilt auf ein Manual und das Pedal, wurde um 1780 (andere Quelle: 1820) von einem unbekannten Orgelbauer gebaut. Eine Restaurierung erfolgte 2023. Die Kirche wurde 1885 und 1986/87 erneut renoviert.